# Bàng Noãn
Bàng Noãn (giản thể: 庞煖; phồn thể: 龐煖; bính âm: Páng Nuǎn), có chỗ chép là Bàng Hoán, Bàng Tử, Bàng Viên, có chỗ chép lầm là Phùng Noãn, nhà lý luận chính trị theo học phái Tung Hoành, nhà lý luận quân sự, tướng lĩnh nước Triệu cuối thời Chiến Quốc trong lịch sử Trung Quốc.

## Cuộc đời và sự nghiệp
Không rõ xuất thân của Bàng Noãn, những ghi chép sớm nhất về ông xuất hiện trong "Hạt Quan Tử", kể rằng Bàng Noãn từng đàm luận binh pháp với Triệu Vũ Linh Vương và Triệu Điệu Tương Vương. Cũng có thuyết cho rằng ông từng thảo luận với Tuân Tử về binh pháp trước mặt Triệu Hiếu Thành Vương.
Tướng Yên là Kịch Tân khi còn ở Triệu có quan hệ rất tốt với Bàng Noãn. Năm 242 TCN, Yên Vương Hỷ cho rằng Triệu đã nhiều lần thua Tần, Liêm Pha thì bỏ sang Ngụy, muốn thừa cơ tấn công. Trước khi xuất chinh, Yên Vương hỏi đến Bàng Noãn, Kịch Tân nói rằng đối phó ông rất dễ. Yên Vương vì thế phái Kịch Tân đem quân đánh Triệu, nước Triệu sai Bàng Noãn nghênh chiến. Kết quả, quân Yên đại bại, bị bắt 2 vạn người, Kịch Tân bị giết.
Năm 241 TCN, 5 nước Triệu, Sở, Ngụy, Hàn, Yên đưa Sở Khảo Liệt Vương làm Tung ước trưởng, Bàng Noãn làm Chủ soái liên quân, cùng tấn công nước Tần. Khi liên quân đánh Hàm Cốc quan, quân Tần xuất kích, chư hầu thua chạy. Liên quân chuyển sang đánh đồng minh của Tần là nước Tề, chiếm được Nhiêu An.
Năm 236 TCN, Bàng Noãn soái chủ lực quân Triệu lên phía bắc đánh Yên. Tần vương Chính mượn lý do cứu Yên, lấy Vương Tiễn, Hoàn Nghĩ, Dương Đoan Hòa làm tướng, chia 2 đường đánh Triệu. Trong khi Triệu chiếm được 3 thành Chước Lương, Li, Dương Thành của Yên thì Tần chiếm được quận Thượng Đảng; 6 thành Át Dữ, Liêu Dương, Nghiệp Thành, và An Dương cả thảy 9 thành. Bàng Noãn nghe tin vội đưa quân về phía nam để cứu viện thì quân Tần đã thôn tính toàn bộ lưu vực Chương Thủy. Sau trận này, nước Triệu lại thêm suy yếu, Triệu Điệu Tương Vương uất ức mà chết. Từ đây Bàng Noãn không còn xuất hiện trong ghi chép nào nữa.

## Trước tác
Bàng Noãn đã viết 3 thiên luận về Binh Quyền Mưu Gia và 2 thiên luận về Tung Hoành Gia, đều không còn lưu giữ được.

## Trong Đông Chu liệt quốc
Trong tiểu thuyết Đông Chu Liệt Quốc của Phùng Mộng Long, Bàng Noãn là viên tướng quan trọng hàng đầu của nước Triệu sau khi Liêm Pha ra đi. Ông chinh chiến với các nước Yên, Tần và cuối cùng trong trận thắng tướng Tần là Mông Ngao, ông bị trúng tên của quân Tần, bị thương nặng và qua đời. Sau Bàng Noãn, nước Triệu lại có Lý Mục.

## Phụ chú
1. ↑  Nay là tây nam Diêm Sơn, Hà Bắc
2. ↑  Nay là phía bắc Định Châu, Hà Bắc
3. ↑  Nay là đông bắc thành phố Nhâm Khâu, Hà Bắc
4. ↑  Nay là phía bắc thành phố Bảo Định, Hà Bắc
5. ↑  Nay là Hòa Thuận, Sơn Tây
6. ↑  Nay là Tả Quyền, Sơn Tây
7. ↑  Nay là trấn Nghiệp, huyện Từ, Hà Bắc
8. ↑  Nay là tây nam thành phố An Dương, Hà Nam